# 三皇五帝
三皇五帝是中國傳說時代的君王，“三皇”与“五帝”的合称。按《史記》的記述，夏朝之前有以黄帝為首的五位帝王，大約活躍於黃河中游到渭河流域。其他古文獻又稱五帝之前，還有伏羲、神農等聖王，稱為三皇。
在傳說當中，三皇於遠古時代，將生火、捕魚、馴獸、農耕、辨識草藥等基本生存技能和知識傳授給人類。五帝則被歌頌為是具有偉大德性的聖賢之王，選拔賢能，以德治國，建設文明，又和蚩尤、共工、三苗、九黎等氏族部落作戰，平定天下。
就考古學而言，古文獻所記載的三皇五帝時代大約會落在新石器时代或更早的時期。在黃河、渭河一帶的中原地區發現的裴李崗文化及賈湖文化（距今9000年至7000年前），已進入了農業社會，懂得畜牧和耕種，有紡織工具，其中也出土了具有表意性質的契刻符號。

## 史书记载
三皇五帝屬中國上古時期，距今久遠，少有當時的文字實物資料流傳，主要靠傳說流傳至今，因此這段歷史對於後來的人們存在很多含糊不清之處。由於對這一歷史時期現存的資料大多和神話傳說糾纏在一起，許多事情很難判斷真偽，綜合史料，大致為：
三皇時代處於约6000年前到4000年前，是中華文明的萌芽發展期。歷史資料表明，漫長的三皇時代是母系氏族社會到父系氏族社會的轉變期，如早期的女媧也常被列為三皇之一，這個傳說紀錄了母系部落的特徵。到五帝時代，已經是父系的部落聯盟社會，不過女子仍有較高的社會地位，嫘祖等女子人物在文明發展中也有很大的貢獻。五帝時代文明是三皇時代文明的延續。以文字為例，傳說伏羲創造八卦，而在黃帝時代倉頡造字，文字愈加成熟。女媧、伏羲時代的龍崇拜，在炎黃時代進一步發展。傳說炎帝（指末代炎帝）、黃帝皆神農後裔，炎帝即神農部落首領，也是各部落聯盟的首領、天子共主，當時神農部落已世衰，黃帝和伏羲（有人認為盤古即為伏羲）部落有密切的傳承關係，後來黃帝取代炎帝成為天子，為五帝之首，五帝以後即為夏、商、周時代。
五帝時代在约4000多年前，當時，黃河流域有一個姬姓部落，首領是黃帝，主要從事農業勞動，還有一個以炎帝為首的姜姓部落，雙方經常發生摩擦，兩大部落終於爆發了阪泉之戰，黃帝打敗了炎帝，兩個部落並且結為聯盟，最後，黃帝又征服了周邊各個部落，黃帝時代華夏文明取得很大發展，華夏部族由此產生，現在的中國人稱自己是「炎黃子孫」也是來自於此。
亦有觀點認為夏朝之前存在虞朝，《左傳》、《國語》等史書中“虞夏商周”四代連稱之句甚多，古籍中可考君主名有數個，虞朝可能不止虞舜一位君主。不過由於歷史久遠，史實與傳說混雜一起，難以考證。

## 三皇

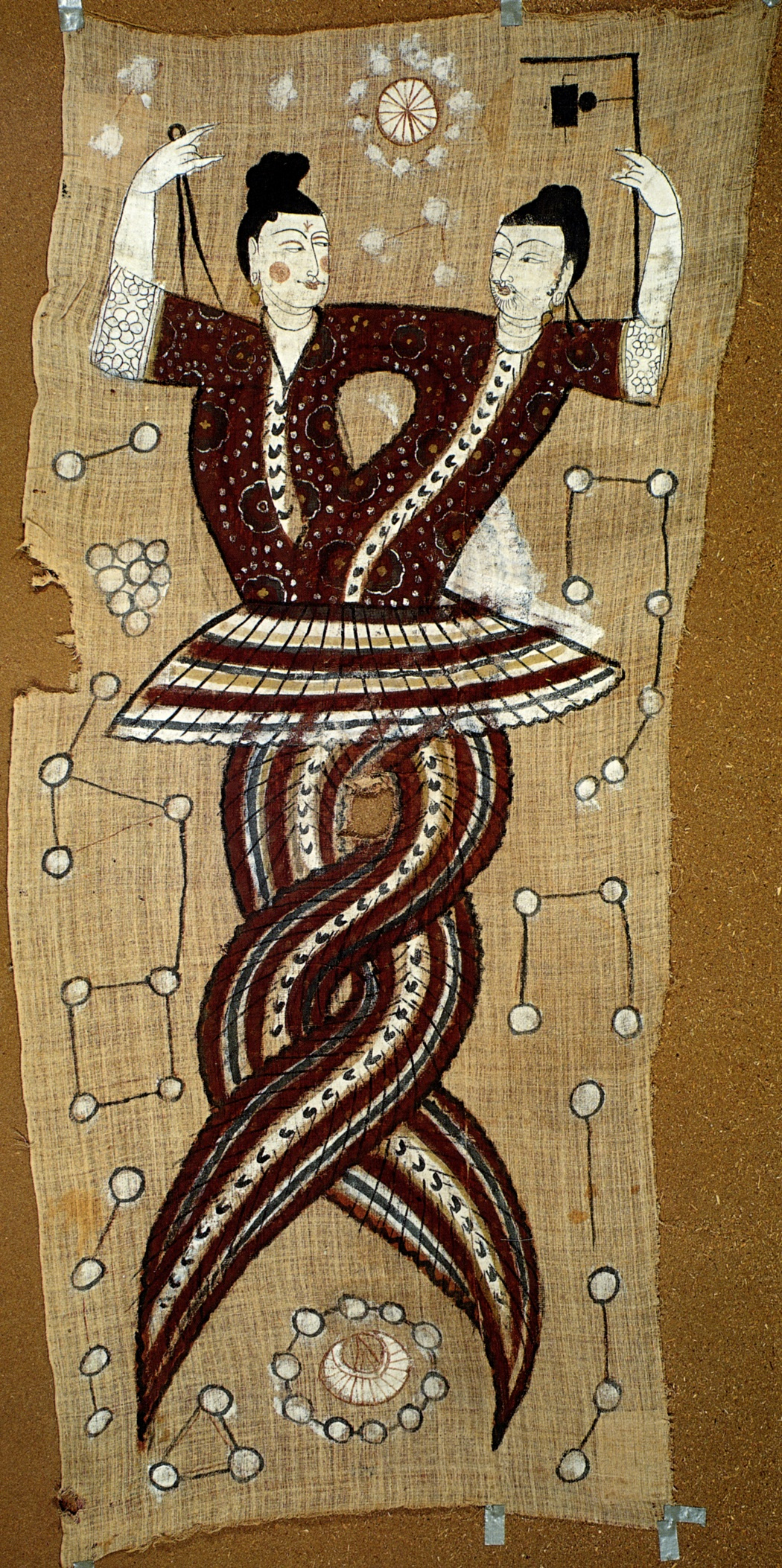
唐代人首蛇身伏羲女媧圖：女媧執規，伏羲執矩。一九六七年出土于新疆吐鲁番阿斯塔那古墓，維吾爾自治區博物院館藏

關於上古傳說中號為「三皇」的三位聖王，有各種說法：
- 伏羲、女媧、神農（《風俗通義》引《春秋運斗樞》、《三皇本紀》）
- 燧人、伏羲、神農（《風俗通義》引《禮記含文嘉》及《尚書大傳》）
- 伏羲、神農、黃帝（《尚書·序》、《帝王世紀》、《三字經》）
- 伏羲、祝融、神農（《風俗通義》引《禮號謚記》）
- 伏羲、共工、神農（《通鑑外紀》卷一稱有人以共工并羲、農為三皇）
- 天皇、地皇、泰皇（《史記·秦始皇本紀》載秦臣之言）
- 天皇、地皇、人皇（《春秋命曆序》）

道教《洞神八帝妙精經》載「九皇圖」，以初三皇為虛、空、無之變化，授人長生之訣。中三皇為玄、元、始之應變，各有其名號，統領天兵神將，收治鬼祟。後三皇為天皇君伏羲人首蛇身，地皇君女娲人首蛇身，人皇君神農牛首人身，為治世之聖王。
明朝朱權編纂的道教事典《天皇至道太清玉冊》則以上三皇為玉清聖境元始天尊盤古氏、上清真境靈寶天尊地皇、太清仙境道德天尊人皇，為道、經、師三寶。中三皇為天寶君、靈寶君、神寶君，受玄、元、始之炁。下三皇為天皇大昊伏羲氏、地皇神農炎帝氏、人皇黃帝軒轅氏，各有其治世之功勳。
因《周易·繫辭傳》提到伏羲氏、神農氏，故伏羲、神農通常在三皇之列。漢代以後，又將伏羲等同太昊，神農同炎帝。《太平御覽》在〈女媧氏〉之夾註，表示「稱三皇者多有不同，以太昊、炎帝為二皇，其一或稱女媧，或稱祝融，或稱共工，未知孰是」。他書之中，又有以燧人、黃帝為三皇之一者。
三皇本指遠古三位聖王，和五帝並稱。《春秋命曆序》則認為天地初立後，就有天皇、地皇、人皇，稱為三皇。有人將這兩說並陳供參，也有人以天皇地皇人皇在前，三皇五帝在後，還有人將這兩說合流，如：《風俗通義》引《尚書大傳》，以燧人為天皇，伏羲為人皇，神農為地皇。道書《洞神八帝妙精經》、《天皇至道太清玉冊》亦將兩說合流，並擴增至九皇，前三皇、中三皇、後三皇皆有天皇地皇人皇之名號。

### 三皇祠祀
《通典》載唐玄宗天寶六年（747），制：「三皇置一廟，五帝置一廟，有司以時祭饗。」，隔年又制：「三皇以前帝王，宜於京城內共置一廟，仍與三皇五帝廟相近，以時致祭。天皇氏、地皇氏、人皇氏、有巢氏、燧人氏其祭料及樂，請準三皇五帝廟。」。所祀三皇為伏羲、神農、黃帝，伏羲配祀為勾芒，神農配祀為祝融，軒轅配祀為風后、力牧。
元代詔令全國通祀三皇，祀伏羲、神農、黃帝，廣建三皇廟作為醫者論學講習處。後又推動三皇廟與醫學校合一，由醫者主持，三皇被視為神醫。除了天寶所制四臣配祀，又增以十大名醫配享三皇廟。明初從元制，但於洪武四年後曾禁止全國通祀。永樂年間恢復後，明清大抵皆從元制，而於配祀之名醫略有變化。
另外，陝西藍田號稱是三皇故居，有三皇祠，祀華胥氏、伏羲氏、女媧氏。

## 五帝
關於上古傳說中號為「五帝」的五位聖王，有各種說法：
- 黃帝、顓頊、嚳、堯、舜（《史記》、《白虎通義》、《大戴禮記·五帝德》）
- 少昊、顓頊、嚳、堯、舜（《尚書·序》、《帝王世紀》）
- 太皞、炎帝、黃帝、少皞、顓頊（《孔子家語·五帝》），其名號與五行配對亦見《呂氏春秋》、《禮記·月令》、《淮南子·天文訓》

《周禮註疏》引《春秋文耀鉤》指天上太微垣五帝座星，其名號為：
- 青帝靈威仰，赤帝赤熛怒，白帝白招拒，黑帝叶光紀（叶又作協、汁，皆音協），黃帝含樞紐[9]。

另外，郭店楚简《唐虞之道》載有“六帝”之說：“六帝興於古，咸由此也。”

## 延伸阅读
[在维基数据编辑]
 《史记·五帝本纪》，出自司馬遷《史記》
 《三皇本紀》